# Tomoru Honda
Tomoru Honda (japanisch 本多 灯; * 31. Dezember 2001 in Yokohama) ist ein japanischer Schwimmer und Weltmeister über 200 Meter Schmetterling (2024). Er gewann die Silbermedaille über 200 m Schmetterling bei den Olympischen Sommerspielen 2020.

## Karriere
Honda nahm an den Jugend-Schwimmweltmeisterschaften 2019 in Budapest teil, wo er die Silbermedaille über 200 m Schmetterling gewann. 
Bei den Olympischen Sommerspielen in Tokio gewann Honda im Juli 2021 mit einer Zeit von 1:53,73 Minuten die Silbermedaille über 200 m Schmetterling. Dies war die fünfte japanische Medaille in Folge in dieser Disziplin seit der Silbermedaille von Takashi Yamamoto im Jahr 2004.
Bei den Schwimmweltmeisterschaften 2022 in Budapest gewann Honda mit einer persönlichen Bestleistung von 1:53,61 Minuten die Bronzemedaille über 200 m Schmetterling. Im Oktober 2022 stellte er einen neuen Weltrekord auf der Kurzbahn über 200 m Schmetterling auf.
Bei den Weltmeisterschaften 2024 in Doha wurde Honda Weltmeister über 200 Meter Schmetterling.